# Lavoir du Pont de Loutre

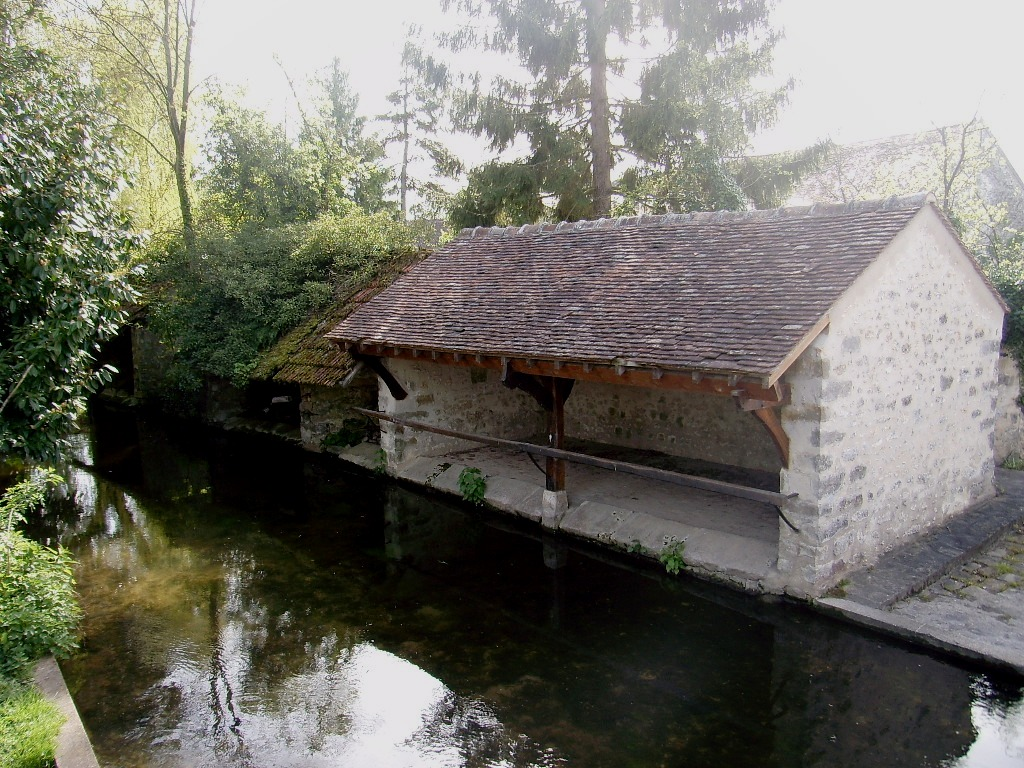
Waschhaus in Dannemois

Das Lavoir du Pont de Loutre (französisch lavoir für Waschhaus) in Dannemois, einer französischen Gemeinde im Département Essonne in der Region Île-de-France, wurde im 19. Jahrhundert errichtet.  
Das öffentliche Waschhaus in der Rue de la Croix-de-Loutre, bei der Brücke (französisch pont) über den Fluss École, ist eines von insgesamt neun öffentlichen und privaten Waschhäusern auf dem Gemeindegebiet.